# Зельдович, Борис Яковлевич
Бори́с Я́ковлевич Зельдо́вич (23 апреля 1944, Москва, РСФСР — 16 декабря 2018) — советский, российский и американский физик, доктор физико-математических наук, специалист в области физической и нелинейной оптики, член-корреспондент РАН. Сын академика АН СССР Зельдовича Я. Б.

## Биография
В 1966 с отличием окончил физический факультет МГУ, продолжил учёбу в аспирантуре Московского института теоретической и экспериментальной физики. В 1981 году защитил диссертацию доктора физико-математических наук.
23 декабря 1987 года избран членом-корреспондентом АН СССР. С 1987 года работал в Институте электрофизики УрО РАН, где возглавлял лабораторию нелинейной оптики и в  Челябинском университете (ныне ЮУрГУ), профессор. С 1994 года — профессор Университета Центральной Флориды — College of Optics and Photonics (CREOL), Орландо, США.
Основные работы связаны с проблемами нелинейной оптики и волновых процессов. Общепризнаны его работы по нелинейному взаимодействию волн, обращению волнового фронта, оптическим свойствам жидких кристаллов, теоретические исследования взаимовлияния поляризации света и процесса его распространения. Им впервые введено в научный обиход понятие полярной асимметрии светового поля и предсказаны новые оптические эффекты в таких полях.

## Книги
- Зельдович Б. Я., Пилипецкий Н. Ф., Шкунов В. В. Обращение волнового фронта. — М.: Наука, 1985. — 248 с.

## Награды и звания
- Государственная премия СССР (1983, за цикл работ по самообращению волнового фронта света при вынужденном рассеянии на гиперзвуке)
- Премия имени Макса Борна (1997)[1]
- Действительный член OSA (1998)